# Josip Relković
Josip Stjepan (Stipan) Relković (Zadubravlje kraj Broda na Savi, 14. ožujka 1754. – Vinkovci, 16. listopada 1801.) bio je hrvatski pjesnik i svećenik, sin Marije i Matije Antuna Relkovića.

## Životopis
Polazio je isusovačku gimnaziju u Požegi od 1765. do 1771. U to vrijeme objavljeno prvo djelo, izgubljeni elegijski sastavak u stihovima napisan o smrti carice Marije Terezije. Studij teologije nastavlja u Zagrebu. Po završetku tečaja za vjeroučitelja u Petrovaradinu 1776. vraća se u đakovačku biskupiju. Zatim je bio župnik u Dubrovniku od 1784. do 1786., u Ivankovu od 1786. do 1794. i u Vinkovcima od 1794. do smrti.

## Kućnik
Najpopularnije i najpoznatije Relkovićevo djelo jest Kućnik, tiskan u Osijeku 1796. Napisano je u epskom desetercu. Djelo je koncipirano kao savjetnik o svim poslovima u seoskom gospodarstvu posložen prema mjesecima, za čitavu godinu. U jeziku i stihu mu je uzorom bio očev Satir iliti divlji čovik, za savjetodavni dio njemačke publikacije, ali i iskustvo slavonskih seljaka (uzgoj dudovih svilaca, uzgoj duhana). Djelo je pripomoglo da se za vremena ilirskog pokreta prihvate u Hrvatskoj narodna imena mjeseci.
Relkovićevićevim uzorima se bavio Stjepan Tropsch. Prvi među njima je mađarsko-slovački isusovac Martin Szent-Ivany koje je 1754. u Trnavi objavio djelo sličnog karaktera pod nazivom Oeconomia philosophica. Kao drugi uzor smatraju se Knauerovi kalendari zvani Voellstandiger Hauskalender. Dio o uzgoju svilaca, koji ne postoji u Knauerovim kalendarima, Relković preuzima iz knjiga K. Solenghija i A. Romanija. Ipak, najveći dio savjeta o voćarstvu i pčelarstvu sastavlja prema vlastitom iskustvu. U pčelogojstvu se nastavlja na rad svoga oca koji je nasljedovao slovenskog pčelara Antuna Janšu.
Puno ime djela je u staroj grafiji: Kuchink shto svakoga miseca priko godine: u polju, u berdu, u bashcsi, oko marve i xivadi, oko kuche, i u kuchi csiniti, i kako zdravje razloxno uzderxati ima, iz dugovicsnog Vixbanja starih Kuchnikah povadih, i u Slavonskom Glasu izdade Josip Stipan Relkovich od Ehrendorf Slavne Diakovacske Biskupie Shtaabski Parok u Vinkovcih. U Osiku, Slovih Ivana Martina Divalt privilergiratog Knjigotisca. 1796.
U suvremenoj grafiji to bi glasilo: Kućnik, što svako miseca priko godine u polju, u berdu, u bašči, oko murve i živadi, oko kuće i u kući činiti i kako zdravje razložno uzderžati ima, iz dugovičnog vižbanja starih Kućnika povadi i u slavonskom glasu izdade Josip Stipan Relković od Ehrendorf Slavne Đakovačke biskupije štabski parok u Vinkovcih. U Osiku Slovih Ivana Martina Divalt privilegiratog knjigotisca.
Pretisak je objavljen 1989. u Privlaki, priredio ga je Josip Bratulić.

## Djela
Za boravka u Dubrovniku prevodi, odnosno priprema, Katekizam (tiskan 1784.). U Ivankovu je priredio danas izgubljeni njemačko-latinsko-hrvatski rječnik po uzoru na rječnik Ardelija Della Belle. Priredio je Veliki katekizam (tiskan 1800. u Osijeku).
Josip Jakošić u svom djelu Scriptores Interamniae navodi 6 ilirskih Relkovićevih djela:
- Slavonski pravopis (Orthographia Slavonica iuxta normalem methodum) – danas nepoznat
- Prijevod biblijske povijesti (Historia biblica)[2]
- Plač slavonskog vojnika na smrću besmrtne Marije Terezije (Luctus Slavonii militis super tristi transitu immortalis Mariae)
- Kućnik (Oeconomus patriae)[3]
- Hagiografsko djelo o sv. Ivanu Nepomuku (Sacramentun Regis absconditum in tempore tacendi seu vita et mors s. Johannis Nepomuceni Mart.
- Rječnik latinsko-njemački-ilirski, sastavljen prema rječniku P. Ardelija Della Belle (Dictionarium Latino-Germanico-Illyricum, ad normam P. Ardelii Dellabella) – izgubljen, ostao neobjavljen, vjerojatno je financiranje tiskanja omelo nedavno izdavanje rječnika Joakima Stullija.[4]

Sačuvano je još jedno Relkovićevo djelo koje Jakošić ne spominje:  
- Čestitanje godovno. Objavljeno je 1811. poslije Relkovićeve smrti u Kolendaru iliričkom za godinu 1811. u Budimu pod pseudonimom Klimbok iz Kapreca.